# Anna Alminova
Anna Aleksandrovna Alminova (Russisch: Анна Александровна Альминова) (Kirov, 17 januari 1985) is een Russische atlete, die zich heeft gespecialiseerd in de middellange afstand, met name de 1500 m.

## Biografie
Op de 800 m finishte Alminova als vijfde tijdens de wereldkampioenschappen voor B-junioren in 2003. Op de 1500 m won zij de zilveren medaille tijdens de wereldkampioenschappen voor junioren in 2004.
Op de Olympische Spelen van 2008 in Peking nam Alminova deel aan de 1500 m. Direct na de start van de finale kreeg zij de kop opgedrongen en ging de eerste ronde onder haar aanvoering in ongeveer 66 seconden, de 800 meter in 2.13,70. Maryam Jamal nam vervolgens het initiatief over en schroefde het tempo op, gevolgd door de Keniaanse Nancy Lagat. Alminova kon niet volgen en moest toezien hoe dit tweetal de strijd om het goud onderling leek te gaan uitvechten. Terwijl Lagat met een PR-tijd van 4.00,23 aan het langste eind trok, liet de Bahreinse Jamal zich op het laatst nog verrassen door de Oekraïense Iryna Lisjtsjynska (2e in 4.01,63), Natalja Tobias (3e in 4.01,78) en Lisa Dobriskey (4e in 4.02,10). Jamal finishte als vijfde in 4.02,71, overigens nog altijd ver voor Alminova, die pas als elfde over de streep kwam in 4.06,99.
Tijdens de Europese indoorkampioenschappen van 2009 in Turijn liet Anna Alminova zich niet opnieuw verrassen en veroverde het goud op de 1500 m. Later dat jaar bleek zij tijdens de wereldkampioenschappen in Berlijn die vorm niet te hebben kunnen vasthouden: ze haalde zelfs de finale van de 1500 m niet, want eindigde in haar halve finale op een tiende plaats.
Op 27 april 2010 werd bekend, dat Anna Alminova voor drie maanden was geschorst wegens overtreding van het dopingreglement. De Europese indoorkampioene kreeg deze relatief lichte straf, omdat ze tijdens de wereldindoorkampioenschappen in Doha, waar ze op de 1500 m zevende was geworden, was betrapt op gebruik van pseudo-efedrine, dat zat in een middeltje dat ze bij de drogist had gekocht tegen de verkoudheid. De overtreding was dus eerder een stommiteit dan een poging om de sportprestatie te verbeteren.
Haar uitsluiting eindigde op 8 juli, zodat Alminova zonder bezwaar kon deelnemen aan de Europese kampioenschappen in Barcelona, waar ze op de 1500 m een zesde plaats behaalde. Toen er echter in 2014 abnormale schommelingen in haar biologisch paspoort werden geconstateerd die op dopinggebruik duidden, was de straf minder mals. Alminova werd met terugwerkende kracht vanaf 16 januari 2011 tot 15 mei 2014 geschorst, terwijl al haar resultaten vanaf 16 februari 2009 werden geschrapt.

## Titels
- Europees indoorkampioene 1500 m - 2009
- Russisch indoorkampioene 1500 m - 2009

## Persoonlijke records
Outdoor
| Afstand     | Prestatie | Datum             | Plaats   |
| ----------- | --------- | ----------------- | -------- |
| 800 m       | 1.59,90   | 19 juni 2007      | Tula     |
| 1000 m      | 2.38,38   | 22 augustus 2006  | Linz     |
| 1500 m      | 4.02,02   | 20 juli 2008      | Kazan    |
| 1 Eng. Mijl | 4.20,86   | 29 juni 2007      | Moskou   |
| 2000 m      | 5.42,95   | 28 mei 2008       | Sotsji   |
| 3000 m      | 8.56,56   | 10 september 2008 | Rovereto |

Indoor
| Afstand | Prestatie | Datum            | Plaats          |
| ------- | --------- | ---------------- | --------------- |
| 800 m   | 2.04,92   | 25 januari 2007  | Moskou          |
| 1000 m  | 2.34,30   | 1 februari 2009  | Moskou          |
| 1500 m  | 4.02,32   | 15 februari 2009 | Moskou          |
| 2000 m  | 5.48,37   | 7 januari 2009   | Jekaterinenburg |
| 3000 m  | 8.28,49   | 7 februari 2009  | Stuttgart       |

## Palmares

### 800 m
- 2001: 5e WK voor B-junioren - 2.08,20

### 1500 m
Kampioenschappen
- 2004:  WJK - 4.16,32
- 2005: 8e EK indoor te Madrid - 4.13,89
- 2008: 11e OS - 4.06,99
- 2009:  EK indoor - 4.07,76
- 2009:  EK voor landenteams te Leiria - 4.07,59
- 2009: 10e in ½ fin. WK - 4.12,55
- 2009: 7e Wereldatletiekfinale in Thessaloniki - 4.15,76
- 2010: 7e WK indoor - 4.07,81
- 2010: 6e EK - 4.02,24

Diamond League-podiumplekken
- 2010:  Meeting Areva – 3.57,65
- 2010:  DN Galan – 4.01,53
- 2010:  Aviva London Grand Prix – 4.08,62

### 3000 m
- 2009: 6e EK indoor - 8.51,36